# Czółno

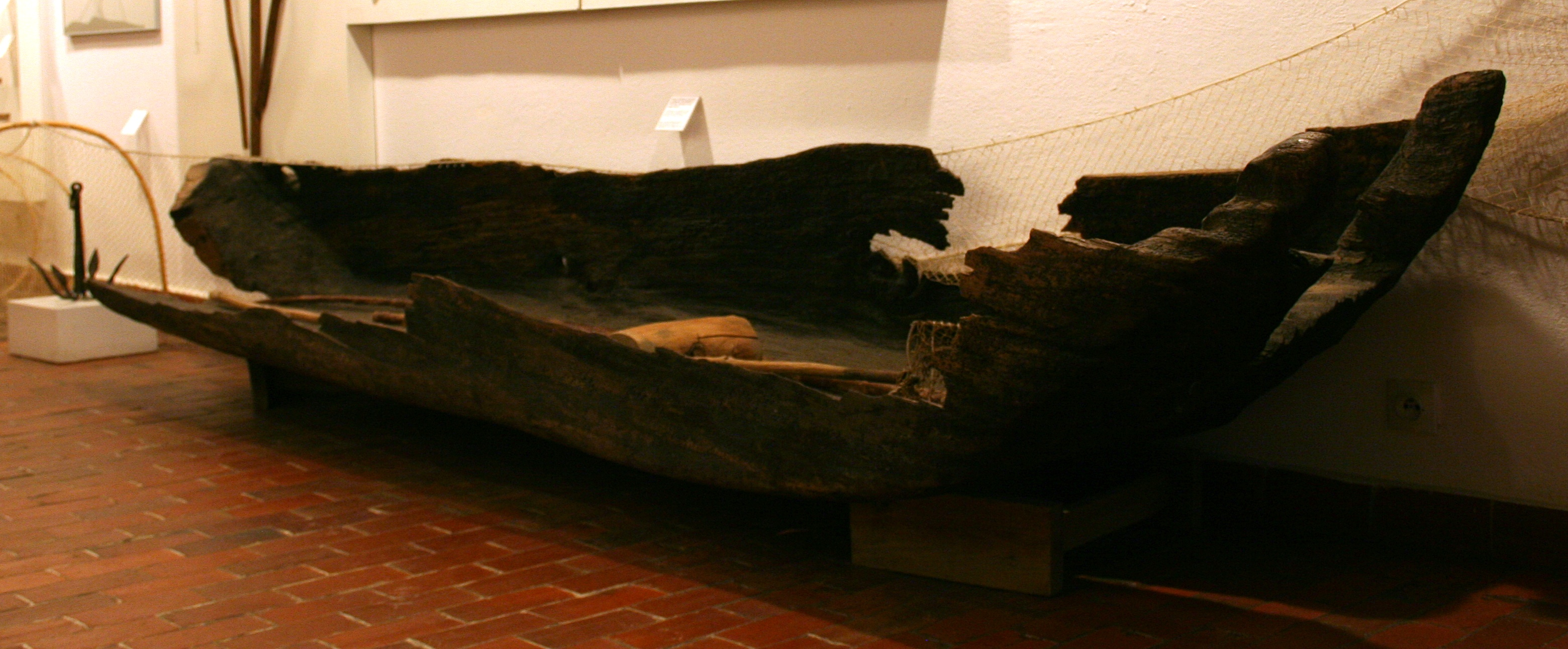
Czółno z XVII wieku w Muzeum Zachodniokaszubskim w Bytowie

Czółno – bezsterowa łódź wykonana z jednego pnia drzewa; wypalona lub wydłubana, płaskodenna, poruszana wiosłami lub drągiem.